# Sebastian Berwick
Sebastian Berwick (Brisbane, Queensland, 15 de diciembre de 1999) es un ciclista profesional australiano, miembro del equipo Caja Rural-Seguros RGA.

## Biografía
A principios de 2020 se convirtió en subcampeón australiano en ruta sub-23 en Buninyong. Poco después, obtuvo el segundo puesto del Herald Sun Tour, contra varios escaladores del World Tour como Jai Hindley o Damien Howson. Ese mes, firmó un contrato de tres años (a partir de 2021) con el equipo UCI WorldTeam Israel Start-Up Nation.
En junio de 2022 abandonó a la sexta etapa de la Vuelta a Suiza por dar positivo por COVID-19.

## Palmarés
2022
- 1 etapa del Alpes Isère Tour

2023
- Tour de Alsacia, más 1 etapa
- 1 etapa del Tour de Hainan

## Resultados en Grandes Vueltas
| Carrera | Carrera         | 2019 | 2020 | 2021  | 2022 | 2023 | 2024 |
| ------- | --------------- | ---- | ---- | ----- | ---- | ---- | ---- |
|         | Giro de Italia  | —    | —    | —     | —    | 71.º | —    |
|         | Tour de Francia | —    | —    | —     | —    | —    | —    |
|         | Vuelta a España | —    | —    | 135.º | —    | —    | —    |

—: no participa

Ab.: abandono

## Equipos
- St. George Continental Cycling Team (2019-2020)
- Israel (2021-2023)
  - Israel Start-Up Nation (2021)
  - Israel-Premier Tech (2022-2023)
- Caja Rural-Seguros RGA (2024-)